# Торренс, Эрнест
Эрнест Тайсон Торренс-Томпсон (англ. Ernest Torrence; 26 июня 1878, Эдинбург, Шотландия — 15 мая 1933, Нью-Йорк, США) — американский актёр шотландского происхождения. За свою карьеру в кино с 1919 года Эрнест снялся в 49, как немых, так и звуковых фильмах.
Имеет звезду на Голливудской аллее славы.

## Биография
Брат актёра Дэвида Торренса.
В молодости был пианистом и певцом (баритон). Обучался в Штутгартской консерватории и Эдинбурге, получив стипендию продолжил учёбу в Лондонской Королевской академии музыки.
Гастролировал с оперной труппой D’Oyly Carte, участвовал в спектаклях. Из-за проблем с голосом о бросил работу. Вместе со своим старшим братом, актёром Дэвидом Торренсом, перед началом Первой мировой войны отправился в США, где занялись актёрской карьерой.
Братья выступали на сценах Бродвейских театров Нью-Йорка. В 1912 году Э. Торренс с успехом сыграл в оперетте «Chaste Susanne» Жана Жильбера, появление в театральной постановке «Ночная лодка» (1920) привлекло к нему внимание голливудских кинематографистов.
С 1919 года начал сниматься в кино. Высокий (6 футов 4 дюйма) актёр Торренс часто играл хладнокровных злодеев.

## Избранная фильмография
- 1919 — Опасное дело / A Dangerous Affair — Эбнер
- 1921 — Кроткий Дэвид / Tol’able David — Люк Хэтберн
- 1923 — Медный кувшин — джинн Факреш-эль-Аамаш
- 1923 — Крытый фургон — Джексон
- 1923 — Горбун из Нотр-Дама / The Hunchback of Notre Dame — Клопен
- 1924 — Питер Пэн — Капитан Крюк
- 1925 — Странник / The Wanderer
- 1926 — Капкан на мужчину / Mantrap — Джо Истер
- 1926 — Американская Венера / The American Venus — Нептун
- 1927 — На двенадцать миль прочь / Twelve Miles Out — Ред МакКью
- 1927 — Царь царей / The King of Kings — Апостол Пётр
- 1928 — Казаки / The Cossacks — Иван
- 1928 — Через океан в Сингапур / Across to Singapore
- 1928 — Пароход Билл-младший / Steamboat Bill, Jr. — Уильям Кэнфилд старший
- 1929 — Мост короля Людовика Святого / The Bridge of San Luis Rey —дядя Пио
- 1929 — Безобразная ночь / The Unholy Night — доктор Ричард Баллоу
- 1931 — Кубинская любовная песня / The Cuban Love Song
- 1931 — Кровавый спорт / Sporting Blood (США) — Мистер Джим Релленс
- 1931 — Битва караванов / Fighting Caravans — Билл Джексон
- 1932 — Шерлок Холмс / Sherlock Holmes — Профессор Мориарти
- 1959 — Тинглер / The Tingler — эпизод (нет в титрах)

Умер внезапно 15 мая 1933 года. По пути в Европу на корабле Торренс перенес острый приступ жёлчекаменной болезни и был доставлен обратно в больницу Нью-Йорка. Скончался от осложнений после операции.